# Kuc Dartmoor

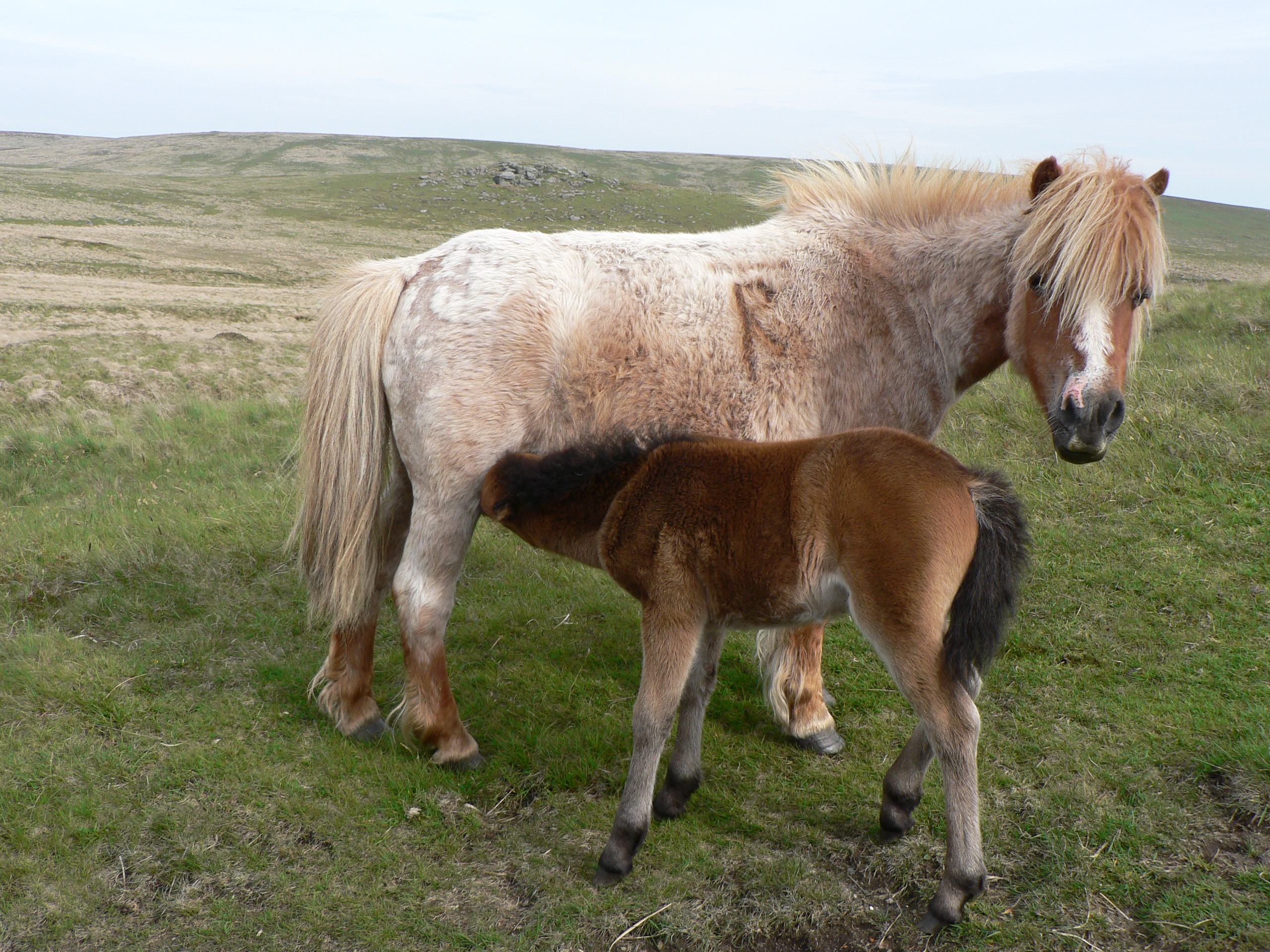
Kuce Dartmoor, klacz ze źrebięciem

Dartmoor (ang. Dartmoor Pony) – rasa kuca pochodząca z hrabstwa Devon, w południowo-zachodniej Anglii.
Mają obfite grzywy i grzywki oraz nie przekraczają 127 cm w kłębie. Rodzaje maści: gniada, kara, siwa, kasztanowata, dereszowata. 
Stada tych koni pasą się swobodnie na wrzosowiskach Dartmoor (Park Narodowy Dartmoor) co najmniej od XI wieku. W XIX wieku wykorzystywane były do transportu granitu wydobywanego w okolicznych kamieniołomach. W latach 50. XX wieku liczba kucy żyjących na wolności na terenie Dartmoor szacowana była na 30 tys., obecnie – około 1500.